# Вочин
Во́чин (хорв. Voćin) — община с центром в одноимённом посёлке на северо-востоке Хорватии, в Вировитицко-Подравской жупании. Население 1170 человек в самом посёлке и 2341 человек во всей общине (2011). Большинство населения — хорваты (85,5 %), сербы составляют 13 % населения. В состав общины кроме самого посёлка Вочин входят ещё 20 деревень. Большинство населения занято в сельском хозяйстве.
К северу от Вочина находится Подравинская низменность со своими обширными сельскохозяйственными угодьями, к югу начинаются склоны холмистой гряды Папук, где организован природный парк. В 10 км к северо-востоку от посёлка Вочин находится город Слатина, в 7 км к западу проходит шоссе D49 Слатина — Пожега, пересекающее Папук.
13 декабря 1991 года в ходе войны в Хорватии сербы, контролировавшие посёлок Вочин, устроили резню местных жителей хорватской национальности, в ходе которой погибло, по разным оценками, от 32 до 45 человек (см. Резня в Вочине). Готическая церковь Девы Марии XIV века была разрушена сербами.